# ʻAta
Pour les articles homonymes, voir Ata.
Ne doit pas être confondu avec ʻAtā, une île inhabitée le long du passage de Piha au nord de Tongatapu.
ʻAta est une petite île volcanique à l'extrême sud des Tonga. Isolée et difficile d'accès, elle a abrité une petite population avant d'être évacuée en 1862 à la suite d'un raid de marchands d'esclaves.

## Toponymie
ʻAta fut nommée Pylstaart Eylant (île des oiseaux tropicaux) par le navigateur Abel Tasman qui l'aborda le 19 janvier 1643 ; en 1781, Maurelle la nomma La Sola.

## Histoire

### Peuplement originel
D'après des fouilles entreprises en 1977 puis 2001, ʻAta a été peuplée pour la première fois vers 2200–1800 av. J.C. Cela est prouvé par la présence de poteries lapita. L'archéologue William Dickinson a montré que ces poteries étaient fabriquées sur place. D'après Burley et al., ʻAta exportait des herminettes en basalte vers les autres îles des Tonga, participant ainsi à un vaste réseau d'échanges inter-îles.

### Second peuplement
La tradition orale recueillie par l'anthropologue Edward W. Gifford en 1920-21 lui permit d'établir que la population enlevée en 1862 s'était installée sur l'île à la fin du XVIIIe siècle. Les habitants racontent que leur communauté fut fondée par le chef Motuapuaka, parti se réfugier à ʻAta après avoir enlevé Tapuosi, une fille du Tuʻi Tonga. Cependant, Motupuaka et les siens durent éliminer d'autres indigènes déjà présents sur l'île, ce qui corrobore la thèse d'un peuplement originel beaucoup plus ancien.
La population habitait un seul village sur l'île, Kolomaile. Ce village était divisé en trois sections (Hihifo [ouest], Auloto et Pea).
En 1836, un navire de passage nota que la population avait gardé sa religion traditionnelle. En 1863, les habitants étaient devenus chrétiens (protestants méthodistes) et une école avait été construite.
Outre les habitants polynésiens locaux, la population était ouverte aux étrangers. En effet, l'île étant isolée, elle a pu servir de point de repère aux marins qui s'y arrêtaient pour s'approvisionner et quelques-uns d'entre eux ont pu s'installer définitivement sur l'île.

### Raid d'unblackbirderet évacuation de la population (1862)
En 1862, les habitants furent victimes d'un trafiquant d'esclaves : le capitaine britannique Thomas James Mac Grath, à bord du Grecian, enleva 144 habitants de l'île pour les vendre comme esclaves au Pérou. Mc Grath vendit les Tongiens au navire General Prim rencontré sur sa route. Le 19 juillet 1863, le General Prim arriva à Callao (Pérou). Le gouvernement péruvien ayant aboli le trafic d'esclaves polynésiens, les Tongiens ne furent pas vendus mais purent repartir après plusieurs mois d'attente. Cependant, les capitaines qui devaient les ramener chez eux les abandonnèrent en chemin.
À la suite de cet épisode, le roi Taufa‘ahau Tupou I organisa l'évacuation de la population restante sur l'île de ʻEua. À l'époque, la population était selon Gifford d'environ 200 personnes, dont une centaine d'enfants.

### Refuge de naufragés (1966)
Le 11 septembre 1966, six jeunes tongiens (âgé de 13 à 16 ans) sont retrouvés par le capitaine australien Peter Warner après avoir vécu 15 mois isolés sur l'île. Les enfants avaient fui leur pensionnat dans une barque de pêcheur et, à la suite d'une tempête, avaient dérivé pendant 8 jours avant de trouver refuge sur l'île. Après 15 mois passés sur l'île, ils avaient construit cabanes, potager, un terrain de sport, des cages pour les poules issues de l'ancien village et un feu permanent pour alerter les secours,.
Le récit de cette aventure réelle est cité par Rutger Bregman en contre-exemple de la fiction Sa Majesté des mouches, qui décrit la réaction négative d'enfants placés dans des circonstances similaires.
En 2016, l'île est inhabitée.